# Pfarrhaus (Pellheim)

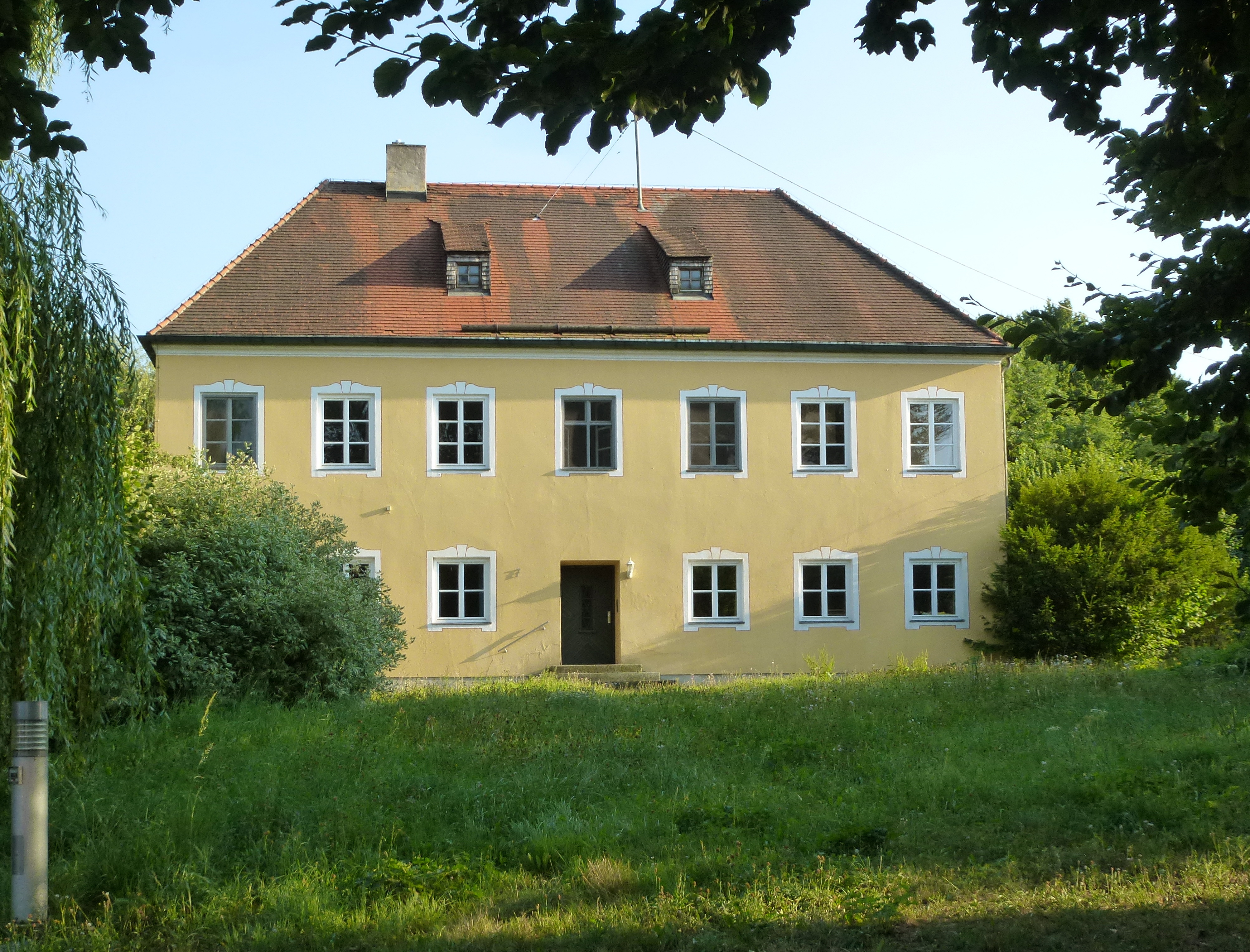
Pfarrhaus in Pellheim

Das Pfarrhaus in Pellheim, einem Stadtteil von Dachau im oberbayerischen Landkreis Dachau, ist ein geschütztes Baudenkmal. Das Pfarrhaus wurde im Kern vermutlich im 18. Jahrhundert errichtet. 
Der zweigeschossige Bau an der Dorfstraße 7, südlich der katholischen Pfarrkirche St. Ursula, hat ein Walmdach und sieben Fensterachsen an der Frontseite.